# Maëlig Duval
Œuvres principales
- Scrops !
- Du fond de mon urne

Maëlig Duval, née le 25 octobre 1979 en Bretagne, est une autrice française de science-fiction et de fantasy.

## Biographie
Maëlig Duval est née en 1979 en Bretagne. Amatrice de littérature et de spectacles vivants, elle voyage beaucoup en Europe pour sa passion, mais sa vie est partagée entre Paris et les côtes bretonnes. Travaillant dans le milieu du funéraire, elle est également autrice de romans et de nouvelles. Sa démarche d’écriture a commencé début 2007 sur le forum CoCyclics. Elle y propose des textes courts pour le webzine Hydrae et propose une novella, L’Après-Dieux, en 2010 qui est publiée chez Griffe d’Encre. Puis viennent d’autres romans chez les Éditions du Riez et Gephyre éditions .
Elle fait duo avec Silène Edgar dans le cadre du festival Tandem de Nevers.

## Style
Ses romans naviguent entre le réel et l’imaginaire. Elle écrit dans plusieurs genres : le space-opéra pour Scrops, la fantasy pour Le Goût des cendres ou encore le fantastique pour Du fond de mon urne et Anna guidant le peuple. Son style est caractérisé par des personnages fouillés et attachants et une narration empreinte d’ironie.

## Distinctions
- Le roman Scrops ! est sélectionné au Prix Hors Concours[2].
- Le roman Du fond de mon urne est finaliste du prix Aventuriales 2021[2].

## Œuvres

### Romans
- Le Goût des cendres, Le Riez, 2014, 580 p.  (ISBN 978-2-918719-77-9)
- La Légende des plumes mortes, Gephyre, 2018, 184 p.  (ISBN 978-2-490418-00-8)
- Scrops !, Gephyre, 2019, 158 p.  (ISBN 978-2-490418-22-0)
- Du fond de mon urne, Gephyre, 2020, 192 p.  (ISBN 978-2-490418-41-1)
- Anna guidant le peuple, Gephyre, 2021, 192 p.  (ISBN 978-2-490418-45-9)

### Novella
- L’Après-Dieux, Griffe d'Encre, 2012, 134 p.  (ISBN 978-2917718995)